# Коронавірусна хвороба 2019 у Саудівській Аравії
Спалах коронавірусної хвороби 2019 у Саудівській Аравії — це поширення пандемії коронавірусної хвороби 2019 на територію Саудівської Аравії. Перший випадок хвороби зареєстровано 2 березня 2020 року в місті Ель-Катіф. До 8 квітня аж у 150 членів саудівської королівської родини підтверджено позитивний результат обстеження на коронавірус. Племінник короля, Фейсал ібн Бандар Аль Сауд, тривалий час знаходився на лікуванні у відділенні інтенсивної терапії елітної лікарні унаслідок ускладнень коронавірусної хвороби. Станом на 20 Листопад 2020 року в країні зареєстровано 354527 підтверджених випадків коронавірусної хвороби, що є найвищим показником серед арабських країн Перської затоки, 341956 хворих одужали, 5729 хворих померли від коронавірусної хвороби.
Королівство оголосило про призупинення всіх внутрішніх і міжнародних поїздок 21 березня; внутрішні поїздки дозволені з 21 травня. Після того, як на кількох адміністративних рівнях було введено комендантську годину та карантинні обмеження, кількість підтверджених випадків захворювання на день різко скоротилася, і до 21 червня всі комендантські години були скасовані за допомогою триетапної програми, запровадженої по всій країні, за винятком Мекки. До середини липня в королівстві щодня одужань було більше, ніж нових випадків хвороби. Хадж відбувся лише з 10 тисячами соціально дистанційованих паломників, яким дозволили взяти участь у щорічному паломництві, яке припало на останній тиждень липня та перший тиждень серпня.
Економіка Саудівської Аравії також сильно постраждала; у першому кварталі 2020 року було повідомлено про дефіцит бюджету в розмірі 9 мільярдів доларів США, спричинений падінням цін на нафту та економічними наслідками пандемії. Для стимулювання економіки було вжито низку заходів, зокрема підвищення податку на додану вартість з 5 до 15 %, починаючи з 1 липня, та скорочення витрат на 100 мільярдів ріалів (26,6 мільярдів доларів США).. Станом на 7 вересня в країні було зареєстровано трохи більше 320 тисяч підтверджених випадків хвороби і понад 4 тисячі смертей, пов'язаних з коронавірусом, а міжнародне авіасполучення все ще було призупинено. Дефіцит бюджету в третьому кварталі 2020 року склав 40,768 мільярда ріалів, що, становило більше половини дефіциту, розрахованого в попередньому кварталі. Зміни в цифрах відбулися після стрімкого зростання ненафтових доходів, що спричинило подальше падіння доходів від нафти. Згідно з оцінками уряду, економіка скоротиться ще на 3,8 % в інші місяці 2020 року через вплив коронавірусної кризи на світовий попит на нафту. У 2021 році Ер-Ріяд планував скоротити свої витрати до 990 мільярдів ріалів.

## Хронологія

### 2020
2 березня виявлено перший випадок коронавірусної хвороби у громадянина країни, який повернувся на батьківщину з Ірану через Бахрейн.
4 березня 2020 року в країні виявлено другий випадок коронавірусної хвороби в попутника першого хворого, який прибув до Саудівської Аравії з Бахрейну, не повідомши, що він перед тим відвідував Іран.
5 березня міністерство охорони здоров'я країни повідомило про виявлення нових випадків коронавірусної хвороби. Два з них були подружжям, яке повернулось до Саудівської Аравії з Ірану через Кувейт, ще одна хвора була попутницею двох перших хворих у країні.
7 березня міністерство охорони здоров'я країни оголосило про виявлення ще двох випадків коронавірусної хвороби. Один із хворих прибув з Ірану через Бахрейн, а інший прибув з іракського міста Наджаф через ОАЕ. Обидва хворих не повідомили про свої поїздки до регіонів зі значним поширенням коронавірусної хвороби, тому їх впустили до країни.
8 березня міністерство охорони здоров'я країни повідомило про виявлення ще 4 випадків коронавірусної хвороби. Троє з цих хворих знаходились у контакті з першими хворими в країні, четвертий хворий був громадянином Саудівської Аравії, який повернувся до країни з Ірану через ОАЕ.
9 березня владні структури Саудівської Аравії оголосили про виявлення ще 4 випадків коронавірусної хвороби. Серед них були один громадянин Саудівської Аравії, двоє бахрейнців та один громадянин США. Усі хворі поміщені в карантин в Ер-Ріяді та Ель-Катіфі.
10 березня міністерство охорони здоров'я країни повідомило про виявлення ще 5 випадків коронавірусної хвороби, загальна кількість зареєстрованих випадків хвороби в країні досягла 20.
11 березня міністерство охорони здоров'я оголосило про виявлення ще одного хворого, який є громадянином Єгипту. Пізніше того ж дня міністерство охорони здоров'я повідомило про виявлення ще 24 випадків хвороби, з яких 21 були єгиптянами, які контактували з першим із виявлених хворих єгиптян, унаслідок чого кількість підтверджених випадків хвороби в країні зросла до 45.
12 березня міністерство охорони здоров'я Саудівської Аравії повідомило про виявлення 17 нових випадків коронавірусної хвороби. внаслідок чого кількість виявлених хворих у країні зросла до 62.
13 березня у країні виявлено 24 нових випадки коронавірусної хвороби, що збільшило загальну кількість випадків хвороби в Саудівській Аравії до 86.
14 березня міністерство охорони здоров'я повідомило про виявлення ще 17 нових випадків хвороби. унаслідок чого загальна кількість випадків хвороби в країні зросла до 103.
15 березня міністерство охорони здоров'я Саудівської Аравії повідомило про виявлення ще 15 нових випадків, після чого загальна кількість зареєстрованих випадків коронавірусної хвороби в країні зросла до 118.
16 березня міністерство охорони здоров'я повідомило про виявлення ще 15 випадків хвороби, унаслідок чого кількість випадків коронавірусної хвороби в країні зросла до 133.
17 березня міністерство охорони здоров'я королівства повідомило про виявлення 38 нових випадків коронавірусної хвороби, унаслідок чого кількість випадків коронавірусної хвороби в країні зросла до 171.
18 березня міністерство охорони здоров'я Саудівської Аравії повідомило про виявлення 67 нових випадків хвороби, з них 6 дітей, загальна кількість випадків хвороби в країні досягла 238. Пізніше повідомлено про одужання 6 хворих.
19 березня міністерство охорони здоров'я країни повідомило про виявлення 36 нових випадків хвороби в країні, після чого загальна кількість випадків хвороби зросла до 274. Цього ж дня повідомлено, що в країні 8 хворих одужали від коронавірусної хвороби.
20 березня повідомлено про виявлення 70 нових випадків коронавірусної хвороби в країні, після чого загальна кількість випадків хвороби в країні зросла до 344. Міністерство охорони здоров'я Саудівської Аравії повідомило пізніше, що серед цих випадків 11 осіб прибули з Марокко, Індії, Йорданії, Філіппін, Великої Британії, ОАЕ та Швейцарії. Ці 11 випадків виявлені безпосередньо в аеропортах, після чого їх госпіталізували до лікарень. Ще один випадок зареєстровано в медичного працівника в Ер-Ріяді.
21 березня міністерство охорони здоров'я Саудівської Аравії повідомило про виявлення 48 нових випадків коронавірусної хвороби в країні, після чого їх кількість досягла 392. Також міністерство охорони здоров'я повідомило, що серед усіх даних про перебіг епідемії коронавірусної хвороби в країні слід покладатися лише на офіційні джерела інформації.
22 березня міністерство охорони здоров'я королівства повідомило про виявлення 119 нових випадків коронавірусної хвороби, після чого загальна кількість випадків хвороби в країні становила 511.
23 березня міністерство охорони здоров'я Саудівської Аравії повідомило про виявлення 51 випадку коронавірусної хвороби, після чого кількість зареєстрованих випадків хвороби в країні збільшилась до 562. Король Саудівської Аравії Салман видав указ, яким обмежується пересування людей у країні з 7 годин вечора до 6 годин ранку.
24 березня міністерство охорони здоров'я країни повідомило про виявлення 205 нових випадків коронавірусної хвороби, після чого кількість випадків хвороби в королівстві зросла до 767. У той же день повідомлено про першу смерть від коронавірусної хвороби в країні. Першою жертвою хвороби в країні став 51-річний громадянин Афганістану, який помер за день до того в Медині.
25 березня міністерство охорони здоров'я країни повідомила про виявлення 133 нових випадків хвороби, унаслідок чого кількість випадків хвороби в королівстві зросло до 900. Також міністерство повідомило про другий випадок смерті від коронавірусної хвороби в країні — громадянина Саудівської Аравії, який помер у Мецці.
26 березня міністерство охорони здоров'я Саудівської Аравії повідомило про виявлення 112 нових випадків коронавірусної хвороби, унаслідок чого загальна кількість випадків коронавірусної хвороби зросла до 1012. Загальна кількість одужань у країні зросла до 33.
27 березня міністерство охорони здоров'я країни повідомило про виявлення 99 нових випадків хвороби, загальна кількість випадків коронавірусної хвороби в країні зросла до 1203. Один хворий помер, загальна кількість померлих у країні досягла кількості 4 осіб.
29 березня міністерство охорони здоров'я королівства повідомило про виявлення 154 нових випадків коронавірусної хвороби, загальна кількість випадків у країні зросла до 1453. Того ж дня король Саудівської Аравії видав указ про безкоштовне лікування хворих коронавірусною хворобою, незалежно від їх громадянства, наявності візи чи посвідки на перебування в країні.
30 березня міністерство охорони здоров'я Саудівської Аравії повідомила про виявлення 110 нових випадків хвороби, загальна кількість випадків коронавірусної хвороби в країні зросла до 1563.

#### Квітень
1 квітня в країні виявлено 157 нових випадків коронавірусної хвороби, загальна кількість зареєстрованих випадків у країні зросла до 1720. На цей день у Саудівській Аравії зареєстровано 99 одужань та 6 смертей після коронавірусної хвороби.
2 квітня міністерство охорони здоров'я королівства повідомило про виявлення 165 випадків хвороби, загальна кількість зареєстрованих випадків зросла до 1885, зареєстровано також 64 видужання і 5 смертей.
3 квітня міністерство охорони здоров'я країни повідомило про виявлення 154 нових випадків хвороби, унаслідок чого загальна кількість виявлених випадків коронавірусної хвороби в країні зросла до 2039, зареєстровано також 23 видужання та 4 випадки смерті від коронавірусної хвороби.
4 квітня у країні виявлено 140 нових випадків коронавірусної хвороби, загальна кількість зареєстрованих випадків зросла до 2179, зареєстровано також 69 одужань та 4 випадки смерті від коронавірусної хвороби.
5 квітня в країні зареєстровано 223 нові випадки коронавірусної хвороби, загальна кількість зареєстрованих випадків у країні зросла до 2402, протягом доби зареєстровано 68 нових одужань і 5 випадків смерті.
6 квітня в країні зареєстровано 203 нові випадки коронавірусної хвороби, загальна кількість зареєстрованих випадків зросла до 2605, протягом доби зареєстровано 63 нові одужання та 4 випадки смерті.
7 квітня у країні зареєстровано 190 нових випадків коронавірусної хвороби, унаслідок чого загальна кількість випадків у країні зросла до 2795, протягом доби також зареєстровано 64 одужання та 3 випадки смерті.
8 квітня за повідомленням газети «New York Times», 150 членів саудівської королівської родини інфікувалися коронавірусом, а племінник короля, Фейсал ібн Бандар Аль Сауд, знаходиться на лікуванні у відділенні інтенсивної терапії унаслідок ускладнень коронавірусної хвороби. Зафіксовано 137 нових випадків та 16 одужання. Не зафіксовано нових випадків смерті, загальна кількість випадків хвороби досягла 2932.
9 квітня в країні зареєстровано 355 нових випадків коронавірусної хвороби, загальна кількість випадків у країні зросла до 3287, протягом доби також зареєстровано 35 одужань та 3 випадки смерті.
10 квітня в країні зареєстровано 364 нових випадки коронавірусної інфекції, загальна кількість випадків у королівстві зросла до 3651.За добу в країні зареєстровано 3 смерті та 19 одужань.
11 квітня в країні зареєстровано 382 нових випадки коронавірусної хвороби, загальна кількість випадків у країні досягла 4033. За доюу в країні також зареєстровано 35 одужань та 3 смерті від коронавірусної хвороби.
20 квітня в країні зареєстровано понад 10000 випадків коронавірусної хвороби. Міністр охорони здоров'я Саудівської Аравії Тауфіг Аль-Рабія заявив, що значне зростання кількості випадків коронавірусної хвороби в країні є наслідком збільшення кількості обстежень на коронавірус.
28 квітня загальна кількість підтверджених випадків перевищила 20 тисяч, кількість активних випадків склала 17141.
30 квітня загальна кількість випадків перевищила 22 тисячі, цього дня виявлено 1351 новий випадок, 17 % випадків виявлено у громадян Саудівської Аравії та 83 % у іноземців.

#### Травень
1 травня загальна кількість зареєстрованих випадків коронавірусної хвороби в країні перевищила 24 тисячі, причому цього дня зареєстровано 1344 нових випадки хвороби, після чого загальна кількість випадків хвороби в країні досягла 24097.
4 травня загальна кількість підтверджених випадків коронавірусної хвороби в країні становила 28656, причому лише 19 % випадків зареєстровано у громадян Саудівської Аравії.
5 травня кількість зареєстрованих випадків коронавірусної хвороби в країні перевищила 30 тисяч.
9 травня загальна кількість випадків у країні зросла до 37136, кількість одужань перевищила 10 тисяч.
17 травня у країні зареєстровано 2736 нових випадків, з них 22 % випадків у жінок та 9 % у дітей, унаслідок чого загальна кількість підтверджених випадків у країні зросла до 54752, з початку епідемії в Саудівській Аравії померло 312 осіб від коронавірусної хвороби.
20 травня загальна кількість підтверджених випадків перевищила 62 000, у королівстві зафіксовано 33458 одужань, 339 смертей унаслідок коронавірусної хвороби, у країні проведено 636 178 обстежень на коронавірус.
25 травня в країні зареєстровано 74765 випадків коронавірусної хвороби, приріст нових випадків за добу зменшувався вже четверту добу поспіль.
28 травня у королівстві зареєстровано понад 80 тисяч випадків коронавірусної хвороби, з цього дня Саудівська Аравія розпочала перший етап зняття карантинних обмежень, з поверненням до звичайного стану у всіх містах, окрім Мекки, до 21 червня 2020 року.

#### Червень
3 червня загальна кількість підтверджених випадків коронавірусної хвороби в країні перевищила 90 тисяч, частота одужань досягла позначки 74 %, що в кількісному вигляді становило 68659 одужань.
7 червня загальна кількість підтверджених випадків у королівстві перевищила 100 тисяч, зареєстровано також 72817 одужань та 712 смертей унаслідок коронавірусної хвороби.
11 червня загальна кількість випадків коронавірусної хвороби в країні зросла до 116021, за добу зареєстровано 3733 нових випадків хвороби, що стало найбільшим зростанням за добу, з цих нових випадків 40 % припадає на столицю країни Ер-Ріяд.
14 червня загальна кількість підтверджених випадків у країні досягла 127541, з них 4233 виявлено за останню добу, 90 % нових випадків зареєстровано в Ер-Ріяді.
17 червня загальна кількість підтверджених випадків у Саудівській Аравії досягла 141234, за останню добу збільшилась на 4919 нових випадків, з них 2371 в Ер-Ріяді.
19 червня загальна кількість випадків коронавірусної хвороби в Саудівській Аравії перевищила 150 тисяч, збільшившись за добу на 4301.

#### Липень і далі
3 липня загальна кількість підтверджених випадків у країні перевищила 200 тисяч, число одужань становило 140614 вилученнями, 1802 хворих померли унаслідок коронавірусної хвороби. Цього ж дня повідомлено, що десятки дипломатів з США планують покинути Саудівську Аравію до перших вихідних липня 2020 року. Частина з дипломатів побоюються того, що уряд щоденно повідомляє про десятки тисяч хворих коронавірусною хворобою в країні.
14 липня у Саудівській Аравії зареєстровано найбільший коефіцієнт одужань: 7718 одужань проти 2692 нових випадків коронавірусної хвороби за добу.
21 грудня Саудівська Аравія на тиждень закрила кордони для в'їзду та виїзду через мутацію вірусу, виявлену в Британії. Було повністю припинено міжнародне авіасполучення, закрито сухопутні кордони і морські порти.

### 2021
12 березня було оголошено, що країна відновить зовнішнє авіасполучення 17 травня.
У березні 2021 року міністерство охорони здоров'я Саудівської Аравії повідомило, що в Саудівській Аравії спостерігається величезне зростання кількості активних і критичних випадків COVID-19. Станом на 19 березня кількість померлих досягла 6596.
20 травня 2021 року в Саудівській Аравії було зафіксовано 1213 випадків COVID-19, кількість яких зросла після святкування Ід аль-Фітр.
9 серпня жителям країни, що не пройшли вакцинацію, заброрнили залишати країну.
До грудня 2021 року кількість випадків хвороби в Саудівській Аравії зросла до 550 тисяч.

## Урядові заходи

### Закриття Мекки та Медини
27 січня 2020 року уряд Саудівської Аравії призупинила в'їзд для мусульман, які хочуть здійснити паломництво до Мечеті Аль-Харам в Мецці або до Аль-Масджід Аль-Набауї в Медині. 5 березня введено додаткові заходи щодо запобігання поширення коронавірусної інфекції в святих місцях ісламу, зокрема щоденне закриття Великої мечеті в Мецці для дезинфекції. 19 березня уряд країни ухвалив рішення про призупинення проведення як щоденних, так і п'ятничних молитов у мечетях Мекки і Медини, так і за їх межами, для обмеження поширення коронавірусу. Подібні заходи проводились також у інших містах країни. 20 березня влада Саудівської Аравії призупинила в'їзд на паломництво до Мекки та Медини для попередження поширення коронавірусної хвороби в країні.
30 травня уряд Саудівської Аравії оголосив, що мечеті в країні будуть відкриватися з 31 травня, окрім Великої Мечеті в Мецці. 19 червня державне телебачення оголосило, що мечетям у Мецці буде дозволено відкритися 21 червня, якщо вони будуть дотримуватися профілактичних заходів щодо запобігання поширення COVID-19.

### Репатріація громадян Саудівської Аравії
2 лютого студенти із Саудівської Аравії повернулись на батьківщину з Уханя. наступного дня повідомлено, що в усіх з них тест на коронавірус виявився негативним. Проте, перш ніж їм дозволили повернутися додому, їх додатково утримували в карантині протягом двох тижнів.

### Обмеження транспортного сполучення та в'їзду до країни
6 лютого уряд Саудівської Аравії заборонив поїздки до Китаю громадянам та резидентам країни. 28 лютого міністр закордонних справ країни оголосив про призупинення дозволу на в'їзд до Мекки та Медини громадянам країн Ради співробітництва арабських держав Перської затоки. Громадяни цих країн, якщо вони перебували в Саудівській Аравії вже більше 14 днів поспіль, та не мають ніяких симптомів коронавірусної хвороби, не підпадають під цю постанову, та можуть в'їхати до святих мусульманських міст. На початку лютого Саудівська Аравія призупинила пряме транспортне сполучення з Китаєм. 20 березня міністерство внутрішніх справ країни призупинило внутрішні рейси залізничного й автобусного транспорту, а також рух таксі на 14 днів для сповільнення поширення коронавірусної хвороби.

### Комендантська година
8 березня уряд Саудівської Аравії призупинив транспортне сполучення з Ель-Катіфом, хоча жителям міста дозволено в'їзд до нього. За повідомленням міністерства внутрішніх справ країни, на цей день усі підтверджені випадки хвороби в країні перебували в Ель-Катіфі. 24 березня комендантська година з 19 години вечора до 6 години ранку встановлена на всій території країни. 30 березня міністерство внутрішніх справ Саудівської Аравії встановило цілодобову комендантську годину в місті Джидда, у місті оголошено локдаун. У священних мусульманських містах Мекка та Медина встановлено цілодобову комендантську годину з 2 квітня. 6 квітня повідомлено, що цілодобова комендантська година запроваджується в містах Ер-Ріяд, Ед-Даммам, Табук, Дахран і Ель-Хуфуф, та провінціях Джидда, Ет-Таїф, Ель-Хубар та Ель-Катіф, при цьому рух у цих містах обмежується лише необхідними пересуваннями між 6 та 15 годинами удень.
5 червня уряд Саудівської Аравії повторно ввів комендантську годину та обмеження пересування в Джидді з 6 по 20 червня. Обмеження щодо пересування в місті включають також припинення богослужінь у всіх мечетях міста.

### Інші заходи
7 березня 2020 року міністерство спорту Саудівської Аравії оголосило, що всі спортивні змагання будуть проводитися без глядачів. Повідомлено також, що Саудівська Олімпіада-2020, яку планували провести з 23 березня по 1 квітня, відкладена на невизначений термін. 14 березня міністерство спорту країни повідомило, що всі спортивні змагання призупиняються на невизначений термін одночасно із закриттям усіх стадіонів, спортивних центрів та спортзалів. 8 березня міністерство освіти Саудівської Аравії повідомило, що всі навчальні заклади, включаючи державні та приватні школи, заклади технічної та професійної підготовки в країні будуть тимчасово закриті для сповільнення поширення коронавірусної хвороби. 14 березня міністерство муніципальних справ країни повідомило, що в країні будуть закриті всі парки розваг та розважальні зони в торгових центрах. Пріоритетним заходом також оголошено стерилізація всіх ресторанів та закладів громадського харчування. Окрім того, міністерство повідомило, що в країні заборонено всі громадські заходи, включно з похованнями та весіллями. 15 березня міністерство муніципальних справ країни ухвалило рішення про закриття усіх закриття всіх торгових центрів, ресторанів, кав'ярень, громадських парків та споруд, за винятком аптек та супермаркетів. Кілька осіб в країні заарештовані за звинуваченням у поширенні неправдивої інформації про пандемію коронавірусної хвороби.
11 червня міністерство спорту країни оголосило про відновлення спортивних заходів, тренування дозволено розпочати з 21 червня, а змагання можуть стартувати після 4 серпня, але без відвідування вболівальників.
7 березня 2021 року в Саудівській Аравії знову відкрлися ресторани, кафе, кінотеатри, тренажерні зали та спортивні центри, але весілля та всі світські заходи та вечірки все ще були заборонені до подальшого повідомлення.
25 березня 2021 року міністерство у справах ісламу повідомило, що уроки в мечетях триватимуть дистанційно, але проповіді дозволено виголошувати, але не більше 10 хвилин, попросивши всі мечеті дотримуватися всіх запобіжних заходів щодо COVID-19 заходи щодо забезпечення безпеки і здоров'я віруючих.
У липні 2021 року Саудівська Аравія оголосила про плани накласти 3-річну заборону на поїздки до країн із її «червоного списку» в рамках зусиль щодо контролю за поширенням коронавірусу. Королівство заявило, що винні будуть притягнуті до юридичної відповідальності, та на них будуть накладені суворі покарання.

### Економічні заходи
10 травня 2020 року уряд Саудівської Аравії оголосив про призупинення виплат допомоги населенню на суму в 1000 ріалів на місяць з 1 червня та збільшення податку на додану вартість з 5 % до 15 % з 1 липня. Уряд королівства також скоротить витрати бюджету на 100 мільярдів ріалів. Ці рішення зумовлені дефіцитом бюджету в 9 мільярдів доларів США у першому кварталі 2020 року, зниженням цін на нафту та економічними наслідками пандемії. r>
Офіційні дані, надані агентством «Reuters» 30 вересня 2020 року, показали, що економіка Саудівської Аравії впала на 7 % як у нафтовому, так і в ненафтовому секторах у другому кварталі року після початку пандемії коронавірусу. Головне управління статистики повідомило, що «приватний сектор і державний сектор зафіксували негативний темп зростання на 10,1 % і 3,5 % відповідно». Повідомлено, що безробіття в країні також досягло рекордного рівня, а саме 15,4 %. На думку аналітиків, оговтатися від такого удару може бути складніше через бюджетні обмеження в результаті зниження цін на нафту.
На початку пандемії ціни на нафту впали нижче 20 доларів за барель у квітні після того, як Саудівська Аравія вступила у цінову війну. Хоча перемир'я між провідними світовими виробниками нафти підштовхнуло ціну на нафту до 40 доларів за барель, ця цифра все ще становила лише майже половину ціни нафти за барель на початку 2020 року. Міжнародний валютний фонд заявив, що Саудівська Аравія потребує збалансування свого бюджету цього року. Королівство отримує більше трьох чвертей своїх доходів від продажу нафти. МВФ очікувало, що в 2020 році економіка Саудівської Аравії скоротиться приблизно на 7 % і зросте на 3,1 % в 2021 році.

## Програма вакцинації проти COVID-19
27 грудня 2020 року Міністерство охорони здоров'я Саудівської Аравії оголосило, що понад 700 тисяч осіб зареєструвалися для отримання вакцини від коронавірусу з моменту початку кампанії реєстрації на вакцинацію 17 грудня.
29 грудня 2020 року міністр охорони здоров'я країни Тауфік аль-Рабія повідомив агентству «Al-Arabiya», що вакцини від коронавірусу мають надійти в усі регіони Саудівської Аравії протягом 3 тижнів.
19 січня 2021 року Саудівська Аравія схвалила вакцини AstraZeneca, а також «Moderna» для використання проти коронавірусу.
У березні 2021 року міністр охорони здоров'я Саудівської Аравії Тауфік аль-Рабія заявив, що країна надаватиме вакцину аптекам безкоштовно, знаючи, що по всій країні відкрито понад 100 пунктів вакцинації.
25 березня 2021 року Саудівська Аравія заявила, що всі працівники місцевих фірм, які працюють у Саудівській Аравії, повинні вакцинуватися. В іншому випадку вони повинні щотижня надавати негативний результат ПЛР-тесту за рахунок роботодавця.
У квітні 2021 року Саудівська Аравія відклала початок введення другої дози вакцини проти COVID-19, щоб переконатися, що більше жителів країни зможуть отримати першу дозу. Станом на 14 квітня в Саудівській Аравії було вакциновано 6450278 осіб.
У травні 2021 року влада Саудівської Аравії заявила, що, починаючи з серпня 2021 року, відвідування заходів, чи то соціальні, наукові, економічні, культурні, чи інші заходи, а також відвідування будь-яких державних чи приватних закладів вимагатимуть наявності щеплення проти COVID-19.